# セシル・アームストロング・ギブズ
セシル・アームストロング・ギブズ（Cecil Armstrong Gibbs、1889年8月10日 - 1960年5月12日）は、イギリスの作曲家。
エセックス州グレートバッドウ出身。ケンブリッジ大学トリニティ・カレッジでエドワード・デントに、王立音楽大学でチャールズ・ウッドとレイフ・ヴォーン・ウィリアムズに師事した。1921年から1939年にかけて王立音楽大学で作曲と音楽理論の講義を行っている。また1937年から1952年までイギリス音楽祭連合の副会長を務めた。
作品にはオペラ、オペレッタ、付随音楽、カンタータ、3つの交響曲、ピアノと弦楽のためのコンチェルティーノ、5つの弦楽四重奏曲、ヴァイオリン・ソナタ、ピアノ曲、合唱曲、歌曲などがある。

## 文献
- Ro Hancock-Child (1993). A Ballad-Maker: The Life and Songs of C. Armstrong Gibbs. London: Thames Publishing. ISBN 978-0905210414